# The Cat in the Hat
«Кот в шляпе» (англ. The Cat in the Hat) (также известна как «Кот в шляпе Доктора Сьюза» (англ. Dr. Seuss' The Cat in the Hat)) — 2.5D платформенная игра 2003 года для PlayStation 2, Xbox, Microsoft Windows и Game Boy Advance. Версии для PlayStation 2 и Xbox были разработаны Magenta Software. Версии для Windows и Game Boy Advance были разработаны Digital Eclipse. Все версии игры были изданы Vivendi Universal Games. Игра основана на одноименном фильме 2003 года, который был выпущен вскоре после выхода игры. Планировалась версия для GameCube, но она так и не была выпущена. Версия Windows совместима с Windows 98, Windows ME, Windows 2000, Windows XP, Windows Vista и Windows 7. Она несовместима с Windows 95 или более ранними версиями Windows или с Windows 8 и более поздними версиями Windows.

## Сюжет
В ненастный день Конрад (Чейз Чаваррия) и Салли (Андреа Боуэн) сидели у себя дома и скучали, а их мать ушла. Кот в шляпе (Крис Эдгерли) приходит, чтобы подбодрить их, но их ближайший сосед, Ларри Куинн (Фред Таташор), крадёт Крабовый замок, который запечатывал волшебный ящик Кота, вызывающий магию, чтобы затопить дом всей этой магией и развязать хаос, который угрожает всему миру. Кот проходит через разные этапы — предметы домашнего обихода или комнаты, которые были испорчены магией — под руководством семейной рыбки (Нолан Норт), возвращает магию и преследует Ларри Куинна, который собирает магию в стремлении стать невероятно могущественным. После очистки дома от магии и победы над Ларри Куинном Крабовый Замок снова прикрепляется к ящику, запечатывая магию.
Сюжет версии для Game Boy Advance во многом такой же, за исключением того, что Конрад снимает замок, а Ларри Куинн отсутствует.

## Игровой процесс

### PlayStation 2, Xbox и Windows
Основная цель игры состоит в том, чтобы исследовать миры и выгонять Куинн из них, собирая рассеянную магию. Есть десять уровней и три битвы с боссами (два в версии для PC), хотя есть также бонусный уровень, который можно разблокировать, выполнив бонусные этапы на каждом уровне. Чтобы пройти эти уровни, кот может прыгать, перелетать на своё зонтике через ямы, ударять по земле своим зонтиком и собирать врагов и взрывоопасную слизь в пузырьках для использования в качестве снарядов, среди других манёвров.
Центральным миром в этой игре является дом Конрада и Салли. Однако, когда игрок начинает новую игру, у него будет доступ только к гостиной, поскольку Конрад и Салли не позволят Коту подняться наверх или пойти на кухню и в гараж соответственно. Когда игрок очищает уровни, Конрад и Салли разрешают Коту доступ к этим областям.
Есть десять уровней и три битвы с боссами (две в версии для PC). Существует также бонусный уровень, который можно разблокировать, выполнив бонусные этапы на каждом уровне. (В версии для PC бонусные этапы отсутствуют.) На каждом уровне Кот должен дойти до конца, чтобы выгнать Куинна из того мира, собирая рассеянную магию. Чтобы пройти эти уровни, кот может прыгать, парить временно со своим зонтиком, бить по земле своим зонтиком и собирать врагов и взрывоопасную слизь в пузырьках для использования в качестве снарядов, среди других манёвров.
В игре используется счётчик здоровья, который представляет собой торт, состоящий из четырех ломтиков и вишенки наверху, причем каждый ломтик и вишенка представляют собой очки жизни. Если Кот сталкивается с врагом или препятствием, ломтик или вишенка удаляется из счетчика здоровья. Когда все кусочки и вишенка пропадают, Кот умирает и теряет жизнь. Если Кот теряет все свои жизни, игра заканчивается проигрышем. Если это произойдет, игрок может перезапустить текущий уровень с самого начала или вернуться к титульному экрану и начать заново с последней точки сохранения.
В игре есть множество предметов коллекционирования. Каждый уровень содержит небольшие кластеры магии, значение которых зависит от цвета; Если каждый кластер собран на этапе, внешний вид этапа в предмете, в котором содержится другой мир, возвращается к нормальному состоянию. Собрав всю магию в игре, игрок сможет увидеть истинный финал игры, в котором ящик запечатан. В дополнение к магии есть кусочки торта, которые восстанавливают здоровье Кота, и хлопушка, открывающие отрывки из фильма для просмотра в главном меню при сборе. Каждый этап содержит 4 ключа, которые крадут Пустяк Один и Пустяк Два. Собрав все 4 ключа, вы откроете бонусную дверь в конце уровня. Бонусная дверь в конце каждого этапа ведёт к короткому отрезку игрового процесса, где игрок должен убегать от опасностей, таких как катящиеся объекты, поднимающиеся жидкости и лазерные лучи, чтобы в конце собрать дополнительную магию и бонусный кристалл. Бонусные этапы недоступны в PC-версии игры из-за аппаратных ограничений компьютеров на момент выпуска игры. Итак, когда игрок открывает бонусные двери в этой версии вместо этого они просто получают магию и драгоценные камни. Когда игрок собирает драгоценный камень на уровне, он будет вставлен в один из слотов на краю зеркала рядом с уровнем «Дедушкины часы» в хабовом мире. Когда все драгоценные камни собраны, открывается бонусный этап под названием «Таинственное зеркало».
На каждом уровне в игре есть контрольные точки, которые представляют собой либо туннели, либо фотоаппараты контрольных точек. Если Кот пройдет один из них, а затем потеряет жизнь, он перезапустится с последнего, который он прошёл.
В битвах с боссами игры Кот сражается с машиной Куинна, которая приводится в действие Крабовым замком. Чтобы победить его, Кот должен стрелять пузырями, полными врагов, в выхлопную трубу машины, чтобы повредить её. После того, как Кот повредит трубу достаточное количество раз, он получит часть Крабового Замка, необходимого для запечатывания его ящика. В версиях игры для Xbox и PS2 Кот должен ударить по части Крабового замка взрывчатой слизью, чтобы получить его. Если игрок повторно посещает один из этих этапов после его завершения, Пустяк Один и Пустяк Два будут управлять машиной вместо Куинна.

### Game Boy Advance
В дополнение к этапам платформера версия Game Boy Advance содержит четыре этапа, на которых игрок ныряет с аквалангом, чтобы получить части крабового замка. Также есть бонусный этап, где Кот управляет своей уборочной машиной, чтобы поймать Пустяка Один и Пустяка Два. Предметы коллекционирования включают значки, связанные с темой сцены, а также побежденных врагов.

## Отзывы критиков
| Сводный рейтинг    | Сводный рейтинг | Сводный рейтинг | Сводный рейтинг | Сводный рейтинг |
| Издание            | Оценка          | Оценка          | Оценка          | Оценка          |
| Издание            | GBA             | PC              | PS2             | Xbox            |
| ------------------ | --------------- | --------------- | --------------- | --------------- |
| GameRankings       | 46,50 %         | 19,50 %         | 50,00 %         | 52,67 %         |
| Metacritic         | 40/100          | 40/100          | 56/100          | 56/100          |
| Иноязычные издания |                 |                 |                 |                 |
| Издание            | Оценка          | Оценка          | Оценка          | Оценка          |
| Издание            | GBA             | PC              | PS2             | Xbox            |
| CVG                | N/A             | 30/100          | N/A             | N/A             |
| Famitsu            | N/A             | N/A             | N/A             | 27/40           |
| GameSpot           | 3,8/10          | N/A             | N/A             | N/A             |
| GameZone           | 5/10            | 8/10            | 7.2/10          | N/A             |
| IGN                | 4/10            | N/A             | 6/10            | N/A             |
| Nintendo Power     | 2,3/5           | N/A             | N/A             | N/A             |
| OPM                | N/A             | N/A             | [ 22 ]          | N/A             |
| OXM                | N/A             | N/A             | N/A             | 5,5/10          |
| PC Gamer (UK)      | N/A             | 9 %             | N/A             | N/A             |
| PC Zone            | N/A             | 30 %            | N/A             | N/A             |
| X-Play             | N/A             | N/A             | [ 26 ]          | N/A             |

«Кот в шляпе» получил неоднозначные отзывы, за исключением версий для PC и Game Boy Advance, которые получили неблагоприятные отзывы.

### Windows
GameZone поставил версии для Windows общую оценку 8/10, оценив игровой процесс как увлекательный и простой, графику как «яркую и красивую», а саундтрек как «запоминающийся», заявив, что презентация игры «отражает сущность Сьюза» лучше, чем фильм. Тем не менее, он раскритиковал уровни, как «имеющие тенденцию быть очень похожими друг на друга», фон как «пиксельный», а контент как «не более чем обычный».
«Computer and Video Games» поставили игре 3,0/10 и назвали её «бессовестным заработком», «просто мусором», «большой кучей дерьма...» и »пригодной для лоток», отметив: «Говорят, это для детей, но детей не обманешь».
«PC Gamer UK» поставили ей 9%, назвав её «парящей вытекающей» и «худшей платформенной игрой, в которую [они] когда-либо играли». Они раскритиковали производительность Кота, как «раздражающую», упомянули ошибки, с которыми они столкнулись в игре, такие как столкновение, жаловались на плохой дизайн уровней и назвали графику «тусклой» и «устаревшей на годы».

### Game Boy Advance
«GameSpot» поставил версии Game Boy Advance 3,8/10, назвав подобные игры «причиной, по которой лицензионные игры имеют такую плохую репутацию». Они сказали, что в игру «неинтересно играть», назвав игровой процесс «совершенно скучным и лишенным воображения». Они похвалили графику как «приятную для глаз», но назвали звуковое оформление тусклым. Они пришли к выводу, что Vivendi «упустила прекрасную возможность», и назвали это «просто обычной дракой».

## Комментарии
1. ↑  Выпущено под торговой маркой Coktel в регионах PAL.